# Иетим Гурджи
Иетим Гурджи (груз. იეთიმ გურჯი; «сирота-грузин», Ефим Грузин, Иетим Дабгхишвили, настоящее имя Арутюн Григорьевич Агаджанов; 1875, Тифлис — 15 июля 1940) — грузинский народный певец и поэт (ашуг).
Сочинял и исполнял свои произведения на грузинском, армянском и азербайджанском языках. Его поэзия в основном распространялась устно, песнями, которые он создал и исполнял сам, аккомпанируя себе на пандури. Основными мотивами его поэзии были жизнь богемских евреев конца XIX — начала XX века, а также рабочих, крестьян и мелкой буржуазии.

## Биография
Родился в семье бедного ремесленника, предки были беженцами из Турции. Его отец приехал в Тифлис, чтобы жениться на армянской женщине Саре.
После смерти отца 15-летний Иетим жил со своей матерью и сестрой в нищете. Вскоре он стал учеником мастера музыкальных инструментов и профессионально освоил дойру, чианури и чонгури. Тем временем их семья переехала из района Харпухи к мосту Метехи.
Выступал как поэт с 1895 года. Считал себя преемником Саят-Новы.
Скрывался от военной службы, был призван и оказался в Житомире, затем скитался в Одессе, Батуми, Баку.
В 1905—1907 годах работал на бакинских нефтяных промыслах. Участвовал в антиправительственных демонстрациях, за что провёл 4 года в заключении в Дубно Волынской губернии, затем 3 года в спецпоселении города Кременец.
В 1916 году вернулся в Тифлис. Остановившись в Авлабаре, вёл кочевой образ жизни. Пользовался большой известностью в среде простых людей, приглашался на свадьбы, торжества и т. п.
Осенью 1924 года в Тифлисе встречался с Есениным.
Похороны Гурджи на кладбище Ваке проходили при большом стечении народа. Перезахоронен в Дидубийском пантеоне.
Память и уважение к Гурджи до сих пор живы в Тбилиси.

## Оценки современников
В пении старика было так много сердечности и внимательной любви к каждому звуку, что нельзя было не заслушаться. Я беседовал с певцом, потом сам спел «Есть одна хорошая песня у соловушки…». Гурджи выслушал, но сказал: «Не надо печали! Посмотрите, как хорошо на свете!», показывая вид древнего города.— Сергей Есенин

## Память

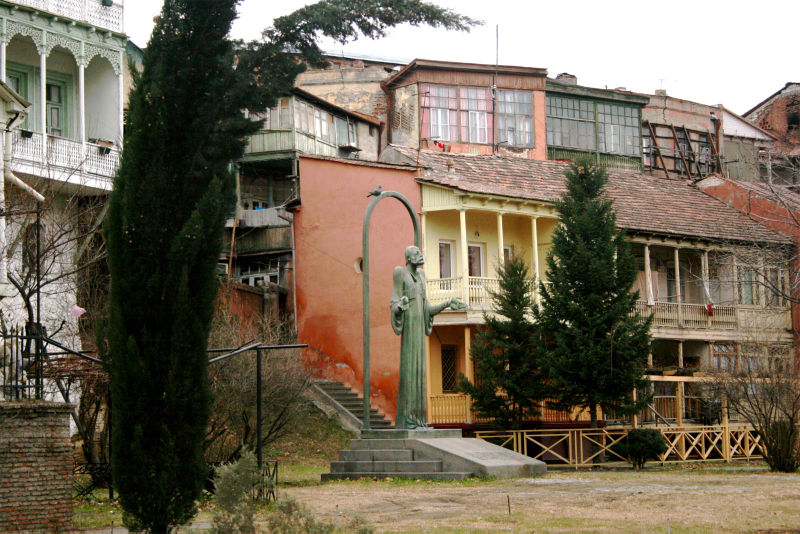
Памятник Гурджи в Тбилиси

- В Тбилиси установлен памятник Иетиму Гурджи (1985, скульптор Д. Микатадзе[5], архитектор Ш. Кавлашвили) в Тбилиси, в Старом городе, перед набережной застройкой на правом берегу реки Куры, недалеко от храма Сиони и моста Мира[6][7][8].
- Именем Иетима Гурджи названа улица в Тбилиси.